# Heptacarus hirsutus
Heptacarus hirsutus är en kvalsterart som beskrevs av Wallwork 1964. Heptacarus hirsutus ingår i släktet Heptacarus och familjen Lohmanniidae. Inga underarter finns listade i Catalogue of Life.